# Скимн Хиосский
Схимн Хи́осский (греч. Σκύμνος ὁ Xῖος; ок. 185 до н. э.) — древнегреческий географ. Длительное время считался автором сочинения «Περίοδος του Νικομήδη» — работе по географии, написанной на древнегреческом языке трёхстопным ямбом и посвящённой царю Вифинии по имени Никомед — это может быть либо Никомед II Эпифан (149—127 до н. э.) либо его сын Никомед III Эвергет (127—94 до н. э.).
Сочинение было впервые опубликовано в Аугсбурге в 1600 году. Поскольку текст был обнаружен вместе с эпитомами Маркиана Гераклейского, оно сперва было опубликовано под его именем. Поскольку это явно было ошибкой, Лука Хольстен и Исаак Восс вскоре приписали сочинение Скимну Хиосскому, неоднократно упоминавшемуся как автор «Περιήγησις». Публикации продолжались под этим именем вплоть до 1846 года, когда Август Майнеке при очередном переиздании явно заметил, что нет никаких причин приписывать сочинение Скимну, так как сочинение Скимна было написано прозой, а рассматриваемое — в стихах. С тех пор «Περίοδος του Νικομήδη» публикуется под именем Псевдо-Скимн.